# Sematophyllaceae
Sematophyllaceae är en familj av bladmossor. Sematophyllaceae ingår i ordningen Hypnales, klassen egentliga bladmossor, divisionen bladmossor och riket växter. Enligt Catalogue of Life omfattar familjen Sematophyllaceae 883 arter.

## Dottertaxa till Sematophyllaceae, i alfabetisk ordning[1]
- Acanthorrhynchium
- Acritodon
- Acroporium
- Allioniellopsis
- Aptychella
- Aptychopsis
- Brotherella
- Chionostomum
- Clastobryella
- Clastobryophilum
- Clastobryopsis
- Clastobryum
- Colobodontium
- Donnellia
- Foreauella
- Gammiella
- Hageniella
- Heterophyllium
- Horridohypnum
- Hypnella
- Macrohymenium
- Mahua
- Mastopoma
- Meiotheciella
- Meiotheciopsis
- Meiothecium
- Palisadula
- Papillidiopsis
- Paranapiacabaea
- Potamium
- Pseudohypnella
- Pseudotrismegistia
- Pterogonidium
- Pterogoniella
- Pterogoniopsis
- Pylaisiadelpha
- Pylaisiopsis
- Radulina
- Rhaphidorrhynchium
- Rhaphidostegium
- Rhaphidostichum
- Schroeterella
- Sematophyllum
- Struckia
- Syringothecium
- Taxithelium
- Timotimius
- Trichosteleum
- Trismegistia
- Trolliella
- Warburgiella
- Wijkia
- Wijkiella